# Out There (Dinosaur Jr.)
Out There è un brano musicale dei Dinosaur Jr. pubblicato nel 1993 in un extended play e nell'album Where You Been.

## Descrizione
L'EP venne prodotto in tre diverse edizioni accomunate dalla stessa copertina e dal primo brano ma differenti per i restanti brani che generalmente sono registrazioni di esibizioni dal vivo. L'edizione in cassetta aveva tre brani invece di quattro. Venne pubblicato in Germania e nel Regno Unito.
Alcuni brani vennero registrati durante una sessione radiofonica nel Regno Unito, due per il DJ Mark Goodier, "Severed Lips" e "Thumb" e un'altra, "Get Me", per John Peel.

## Tracce

### Prima versione
1. Out There – 5:53 (J  Mascis)
2. The Post (Live) – 3:59 (Kurt Fedora e J Mascis)
3. Keeblin' – 3:36 (J Mascis)
4. Kracked (Live) – 3:24

### Seconda versione
1. Out There – 5:53 (J  Mascis)
2. Quest (Live) – 5:52 (Kurt Fedora e J Mascis)
3. Keeblin' – 3:36 (J Mascis)
4. Kracked (Live) – 3:24

### Terza versione
1. Out There – 5:53 (J  Mascis)
2. Get Me (Peel Session) – 4:10
3. Severed Lips (Goodier Session) – 2:54 (J Mascis)
4. Thumb (Goodier Session) – 3:07

## Formazione
- J Mascis - chitarra, voce, batteria,
- Mike Johnson - basso, chitarra
- Murph - batteria